# Avenue Jean-Perrot
L'avenue Jean-Perrot est une voie publique de la commune française de Grenoble qui relie le centre de cette ville à la commune voisine d'Eybens.

## Situation et accès
Cette voie routière urbaine parfaitement rectiligne de 4 230 mètres, selon un axe approximativement nord-sud, relie les communes de Grenoble et d'Eybens en Isère.
La longueur de l'avenue sur la ville de Grenoble est de 1,9 kilomètre, partageant en deux les quartiers Exposition-Bajatière et Teisseire. Sa partie nord est à sens unique pour la circulation automobile, mais l'axe toujours classé route départementale no 5 se poursuit sur la commune voisine d'Eybens, où il prend le nom d'avenue Jean-Jaurès, totalisant ainsi 4,23 kilomètres en linéaire pour une largeur constante de 25 mètres. Axe majeur de circulation orienté nord-sud, et reliant le monument des Diables bleus du parc Paul-Mistral de Grenoble au centre d'Eybens, l'avenue est desservie par la ligne de bus C4 qui possède sa propre voie de circulation.

## Origine du nom

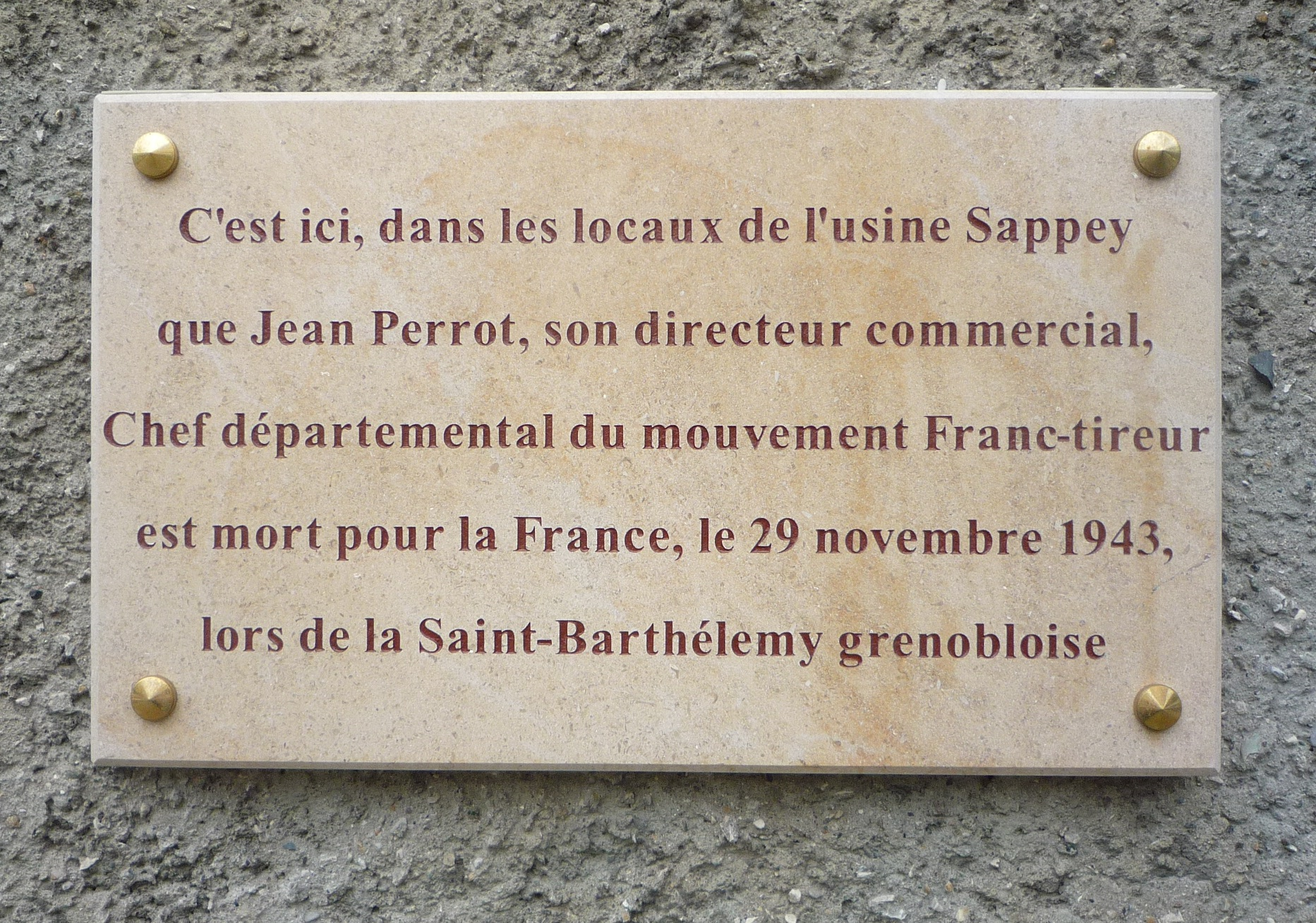
Plaque de Jean Perrot.

Le 22 décembre 1944, sur proposition du nouveau maire, Frédéric Lafleur, le conseil municipal de Grenoble décide d'attribuer à la route d'Eybens, le nom du résistant grenoblois Jean Perrot, mort tragiquement un an auparavant.
Au cours de l'année 1990, dans le cadre du trentième anniversaire de l'union des habitants du quartier Exposition-Bajatière, une plaque commémorative récupérée après démolition de l'usine Sappey dans la rue Marcel-Peretto est inaugurée dans un square au 50 avenue Jean-Perrot, en présence de madame Perrot. Mais le site voit le projet d'une construction d'un immeuble, aussi en 2014, à l'occasion du 71e anniversaire de sa mort, une plaque a été dévoilée au bout de la rue Marcel-Perreto, sur le site des établissements Sappey, où s'est installé dans les années 1960 l'école normale d'instituteurs, devenue institut universitaire de formation des maîtres, puis école supérieure du professorat et de l'éducation.

## Historique
L'actuelle avenue Jean-Perrot est une voie ouverte en 1753 sous le règne de Louis XV.
Cette voie a été le théâtre de deux faits historiques importants en 1788 puis en 1815 :
- En 1788, quelques jours après la journée des Tuiles, le maréchal de Vaux, nouveau gouverneur du Dauphiné, ayant interdit la réunion des États généraux du Dauphiné dans Grenoble, la route bordée de noyers menant de Grenoble à Vizille est empruntée tôt le matin du 21 juillet 1788 par les députés précédés de quelques détachements d'infanterie et de Dragons. Ces représentants se préparent à assister à la Réunion des États généraux du Dauphiné à Vizille, prélude à la Révolution française de 1789.

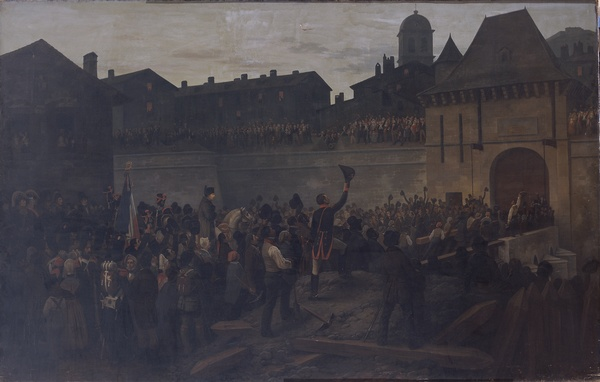
Napoléon arrivant devant la porte de Bonne le soir du 7 mars 1815

- Le 1er mars 1815, Napoléon vient de s'échapper de l'île d'Elbe et débarque à Golfe-Juan. Les Grenoblois ayant souffert de l'occupation de leur ville par les Autrichiens durant 38 jours éclatent de joie en apprenant que Napoléon remonte les Alpes en marchant sur Grenoble. Il passe par Vizille, puis se dirige sur le plateau de Brié et Angonnes et redescend sur Eybens. Dans cette bourgade, il s'arrête à l'auberge Ravanat le 7 mars, alors tout près du chemin dit no 5, puis repart après une courte pause par la route d'Eybens. Tout au long de cette route (actuelle avenue Jean-Perrot), une foule délirante acclame son héros et son immense cortège de soldats. Vers 19h30, Napoléon arrive devant les remparts de Grenoble à la porte de Bonne. La garnison tenue par le général de division Jean Gabriel Marchand a pris position sur les remparts, mais à la lueur des torches, les soldats reconnaissent l'Empereur. Un paysan ouvre à coup de hache et à 23 heures Napoléon entre dans Grenoble dans l'allégresse générale. Il y restera les deux jours suivants puis reprendra son chemin vers Paris. Ce fait donnera à la route départementale 85 le nom de route Napoléon.

À partir de 1864, le chemin d'Eybens a une nouvelle intersection, celle du passage à niveau de la voie ferrée Grenoble - Montmélian qui vient d'être inaugurée.
En mai 1867, 36 riverains signent et envoient au maire la pétition suivante :
Nous soussignés, propriétaires et habitants sur Eybens quartier neuf dit de la Bajatière, avons l'honneur de vous exposer que chaque jour des constructions nouvelles viennent s'ajouter à l'importance de ce quartier et que nous serions heureux qu'un fait glorieux ou le nom d'un homme célèbre soit donné à cette voie.... nous vous proposons Cours Bonaparte.
Vers 1871-1872, les contributions directes semblent adopter le terme de chemin d'Eybens, puis en 1893, le chemin devient route d'Eybens et enfin en 1896, on parle de chemin de grande communication (CGC no 5).
Le 28 octobre 1967, le contournement ferroviaire de la ville est mis en service plus au sud, évitant ainsi les quartiers de la Capuche et Exposition-Bajatière. Le passage à niveau de l'avenue Jean-Perrot disparaît. À sa place, un nouveau carrefour routier va naître avec la mise en circulation de l'avenue des Jeux olympiques à la place du tracé ferroviaire.
Depuis 2013, l'avenue est empruntée par la course Grenoble-Vizille. En 2018, la 13e étape du Tour de France emprunte la totalité de l'avenue à partir d'Eybens.

### L'arrivée du tramway
Pour un article plus général, voir Ancien tramway de Grenoble.

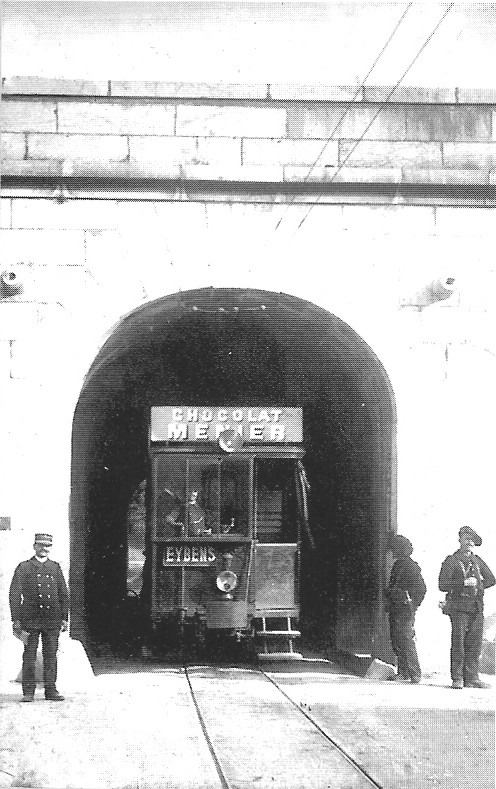
Tramway en direction d'Eybens traversant la Porte des Alpes

En 1897, la route d'Eybens est l'une des deux premières voies de Grenoble à bénéficier d'une ligne de tramway électrique. La ligne de tramway part de la place Grenette pour rejoindre Eybens. Les rames sont composées d'une motrice et deux wagons vitrés en hiver, ouverts avec des rideaux à rayures blanches et rouges en été. Les stations sont situées au niveau de la rue Ponsard, de la rue Mallifaud, et place des Alpes (actuelle place Paul-Vallier). Cette dernière station marque l'entrée dans l'enceinte fortifiée de la ville jusqu'à la démolition des remparts de la ville en 1924 à l'occasion de la préparation de l'Exposition internationale de la houille blanche. Le tramway emprunte ainsi un étroit tunnel d'accès appelé porte des Alpes.
En septembre 1904, des habitants riverains de la route demandent dans une pétition au maire Charles Rivail l'élargissement de la porte à la suite d'un accident mortel survenu un an auparavant. L'élargissement est réalisé en 1911 avec la participation financière des habitants à hauteur de 10 % à verser à l'autorité militaire. Jusqu'en 1924, la porte va posséder trois tunnels d'accès. Avec la démolition des remparts, l'avenue d'Eybens voit son extrémité nord redressée afin de longer le nouveau parc des expositions. Auparavant la voie faisait un léger virage en passant sur le polygone du génie afin de rentrer dans l'axe de l'actuelle rue Fantin-Latour.
Le mois de février 1951 marque la fin du transport par tramway dans cette avenue, remplacé par les trolleybus et les bus.

### L'urbanisation
Contrairement au sud de l'avenue où une urbanisation éparse de maisons existe depuis longtemps, l'urbanisation en pierre dans le nord de l'avenue est pratiquement inexistante jusqu'à la démolition des remparts en 1924. Le déclassement de cette zone contrôlée par les militaires appelée zone de servitude militaire va permettre la construction d'immeubles dans la partie située entre les grands boulevards et les rues Mallifaud et Moyrand. Les zones de servitude sont tracées autour des places fortes afin de découvrir le terrain et empêcher l'assaillant de se dissimuler.
À Grenoble, le lieutenant-colonel Cosseron-de-Villenoisy, chef du génie, en donne une définition précise le 15 février 1873 sur des affiches publiques, rappelant aux nombreux contrevenants de se conformer à la loi. Une première zone de 250 mètres autour des remparts où ne peut être élevée ni construction ni clôture ni haie. Dans une deuxième zone sur les 237 mètres suivants, on ne peut bâtir qu'en bois ou en torchis uniquement. Le chemin d'Eybens est ainsi concerné par cette servitude sur environ 500 mètres.
Au début du XXe siècle l'avenue est bordée d'arbres de chaque côté et de ruisseaux. Ces derniers débordent souvent et inondent l'avenue. Hors de la zone de servitude, de nombreux petits commerces bordent l'avenue. (cafés, marchand de charbon, boulangeries, épiceries, pharmacie, tailleur de pierres)
Tout au long du XXe siècle, quelques célébrités ont habité sur l'avenue comme le prix Nobel de physique Louis Néel ou le peintre dauphinois Charles Bertier.